# František Rauch
František Rauch (Pilsen, 4 février 1910 – Prague, 23 septembre 1996) est un pianiste et pédagogue tchèque.

## Biographie
Il étudie le piano avec Karel Hoffmeister et avec Emil Mikelka, la composition avec Vítězslav Novák,  au Conservatoire de Prague. Avant de commencer sa carrière de pianiste, il travaille quelques mois dans la fabrique de pianos d'August Förster. Il est internationalement reconnu comme l'un des plus grands pianistes tchèques, et comme un interprète de la musique tchèque – en particulier Bedřich Smetana et Vítězslav Novák – mais également Chopin, Liszt, Beethoven, Schumann, etc.
Il est enseignant pendant longtemps à l'Académie tchèque des arts musicaux. Parmi ses élèves les plus célèbres figurent Ivan Klánský, Petr Eben, Karel Košárek, Petr Adamec et Květa Novotná.
Lui est consacré un documentaire de Drahomíra Vihanová, en coopération avec le cameraman Ivan Vojnar et František Rauch  « Variace na téma hledání tvaru » – réflexion sur sa production du Concerto en mi-bémol majeur de Beethoven. František Rauch apparaît également dans un court-métrage, « Fugue sur les touches noires » (Fuga na cerných klávesách, 1965).